# Alenc
Alenc (en francès Allenc) és un municipi del departament francès del Losera a la regió d'Occitània.